# Vanth

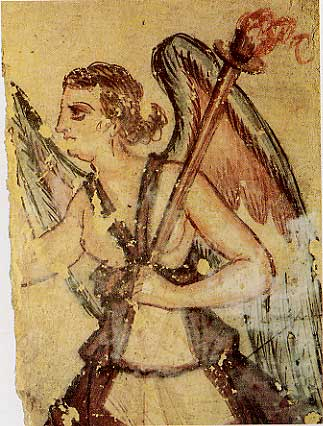
Vanth. Detail van een wandschildering in de Tomba degli Aninas, Tarquinia. Ca. 250 v.Chr.

Vanth is een figuur uit de Etruskische mythologie. Zij is een vrouwelijke  chtonische demon die vaak wordt afgebeeld in haar hoedanigheid als psychopompos: een demon die de zielen van de overledenen naar de onderwereld begeleidt. Daarbij wordt zij vaak vergezeld door Charun. 
Vanth komt met name voor in een funeraire context. Zij wordt afgebeeld als een gevleugelde vrouw, gekleed in een lange peplos of in een kort tuniek met een kruisband voor de ontblote borst. Soms kronkelen slangen om haar armen of door het haar. Haar belangrijkste attribuut is de fakkel. Soms hanteert zij een zwaard, een boekrol of een grote sleutel.  